# NOGIZAKA46 ASUKA SAITO GRADUATION CONCERT
《NOGIZAKA46 ASUKA SAITO GRADUATION CONCERT》是日本女子偶像組合乃木坂46在2023年5月17日和5月18日於東京都文京區後樂的東京巨蛋舉行的公演，於2023年10月25日以DVD和Blu-ray的形式發售，為乃木坂46的第14部現場影像作品。

## 背景與發行
2023年3月20日，乃木坂46在東京電視台節目《乃木坂工事中》的廣告時段宣佈替已畢業的前成員齋藤飛鳥舉行畢業公演。公演首日，飛鳥首次公開演唱其獨唱曲從現在開始，最後一天的公演則獲前成員生駒里奈、白石麻衣、秋元真夏、樋口日奈、櫻井玲香、香蕉人成員設樂統、製作人秋元康、官方對手AKB48前成員前田敦子和板野友美前來觀看。漫畫《SPY×FAMILY間諜家家酒》的作者遠藤達哉也特意在Twitter上公開安妮亞·佛傑的插圖，該插圖中安妮戴的帽子是公演的商品。
2023年9月18日，乃木坂46宣佈在10月25日推出公演的DVD和Blu-ray，各自分為完全生產限定盤、DAY1以及DAY2的通常盤，總共6種版本。9月25日，公開各版本的封面。10月9日，乃木坂46在YouTube公開收錄於公演的DVD和Blu-ray內的特別影片「Behind the scenes of Asuka Graduation Concert」的預告片。

## 榜單成績
在Oricon公信榜，公演DVD以6千張的銷量取得週榜首位，公演Blu-ray也以2.6萬張的銷量取得首位，同時為第12部作品取得DVD和Blu-ray週榜第1名，刷新由自己保持的「取得音樂DVD和Blu-ray週榜首位最多的女藝人」的紀錄，也是乃木坂46歷來第4部作品能夠在三個排行榜均取得首位。

## 外部連結
- . 乃木坂46.   [2023-11-29]. （原始内容存档于2024-02-10） （日语）.
- . 乃木坂46.   [2023-11-29]. （原始内容存档于2023-11-12） （日语）.
- . 乃木坂46.   [2023-11-29]. （原始内容存档于2023-11-12） （日语）.
- YouTube上的（日語）
- YouTube上的（日語）